# 維萊維爾漁民的彌撒
《維萊維爾漁民的彌撒》（法語：Messe des pêcheurs de Villerville）是一部小彌撒曲，由加布里埃爾·佛瑞與他的學生安德烈·梅薩熱合作編寫。後來，佛瑞出版了另一篇名為《小彌撒》（Messe basse）的作品，其中僅包含了佛瑞寫的數個樂章。

## 維萊維爾漁民的彌撒 (1881)
佛瑞與梅薩熱在1881年夏天合作完成這部作品。這部彌撒包含以下的樂章：
1. Kyrie（梅薩熱）
2. Gloria（佛瑞）
3. Sanctus（佛瑞）
4. O Salutaris（梅薩熱）
5. Agnus Dei（佛瑞）

首演在1881年9月4日舉辦，地點選在法國卡爾瓦多斯省的维莱维尔，樂曲配置包括一把風琴和一把小提琴。音樂會是為了幫助漁民的慈善協會而舉行的。他們將樂曲改編為管弦樂團版本後（梅薩熱負責前四個樂章、佛瑞負責最後一個樂章），隔年又在維萊維爾舉行公開表演。

## 小彌撒 (1907)
1907年，Heugel & Cie出版了另一個版本的彌撒，移去了梅薩熱寫的樂章（除了其音樂的一部分被用於新添加的《迎主曲》[Benedictus]），並加入佛瑞新寫的〈Kyrie〉。此版本，由佛瑞在1906年寫成，由《小彌撒》（Messe basse）的名稱問世。